# Carlos Gil y Gil
Carlos Gil y Gil (Vera de Moncayo, 4 de noviembre de 1896 - Madrid, 3 de marzo de 1975) fue un médico español, conocido por su papel en la introducción de la medicina nuclear en España y el desarrollo de la oncología a principios del siglo XX.

## Biografía
Natural de Vera de Moncayo, provincia de Zaragoza, se crio en Sangüesa (Navarra). Estudió en Zaragoza y Madrid. Fue becario de Ramón y Cajal y realizó estancias en Alemania, donde conoció las nuevas disciplinas de la radiología y radioterapia en 1927. Tras el descubrimiento de los rayos X por Röntgen en 1896, se había generado una escuela médica en Alemania interesada en sus aplicaciones médicas. Gil y Gil trabajó en Fráncfort del Meno con Friedrich Dessauer, Boris Rajewsky, Ludwig Seitz y Hans Holfelder, pioneros de la nueva técnica.
A su vuelta a España fue el primer jefe de radiología de la Casa de Salud Santa Cristina en 1928 y desde 1930, del Instituto Nacional del Cáncer de España. Durante la guerra civil española fue el responsable de radiología del Hospital de Navarra. Además de la práctica profesional de la radiología fue un destacado investigador y docente en el campo. En 1934 comenzó a impartir clases de radiología en la Facultad de Medicina de Madrid, en la que desde 1940 fue el primer catedrático de dicha especialidad. En la década de los cuarenta fundó las revistas científicas Revista Radiológica Cancerológica y Boletín de la Sociedad Española de Radiología y Electrología Médicas y presidió el primer congreso español de radiología. Fue uno de los promotores de la refundación tras la guerra civil de la Sociedad Española de Radiología y Electrología Médicas, que le eligió como su primer presidente, y tomó como boletín oficial la revista que había fundado. En 1946 fue elegido miembro de la Real Academia Nacional de Medicina de España, con un discurso sobre la curabilidad del cáncer.
Su investigación personal se centró en buena parte en el cáncer de mama, sobre el que analizó su expansión por el esternón, desarrollando técnicas radiológicas para su detección (proyección de Gil y Gil, signo de Gil y Gil). También son conocidos sus trabajos sobre la compatibilidad de la radiología y los tratamientos con mostazas nitrogenadas, una de las primeras formas de quimioterapia. En 1948 fue un pionero en España en el uso de isótopos radiactivos en vez de rayos X, usando 198Au. A comienzos de la década de los cincuenta Gil y Gil lideraría los primeros servicios de radioisótopos en centros médicos en Madrid.
Fue igualmente autor de un manual de radioterapia y maestro de una importante generación de radiólogos españoles. La posterior diseminación de estos a hospitales en lugares como Valencia, Málaga, Extremadura o Asturias fue un motivo de expansión de la disciplina en España. Igualmente fue un promotor de la creación de estudios de especialización en enfermería que cubrieran radioterapia. Gil y Gil fue también uno de los primeros defensores en España de la necesidad de medidas de protección para el personal que usara con frecuencia aparatos de radiología, tema al que dedicó un manual en 1947.
En sus últimos años dedicó un trabajo a la historia de la radiología en España y recibió un homenaje en 1966 en Sangüesa, donde se había criado. Falleció en 1975.